# Wasenburg
Die Wasenburg (französisch Château de Wasenbourg, seltener auch Château du Wasenbourg) ist die Ruine einer mittelalterlichen Felsenburg im Elsass.

## Geografie
Die Burg steht auf einem 432 Meter hohen nördlichen Ausläufer des Reisbergs über Niederbronn-les-Bains und dem Falkensteinerbachtal, einer wichtigen Verbindung zwischen Bitche und der Oberrheinischen Tiefebene.

## Geschichte

### Antike
Wo heute die Ruine der Wasenburg steht, stand einst ein römisches Mercurius-Heiligtum und nahebei eine Specula. Teile des Tempels wurden im 19. Jahrhundert wieder aufgerichtet.

### Mittelalter
Über die Gründung der Burg ist nichts bekannt. Eventuell hat bereits um 730 an dieser Stelle die Burg von Herzog Luitfried gestanden. Erste Überlieferungen gibt es von 1280, als Konrad von Lichtenberg die (wohl schon existierende) Burg ausbaute.
Die Wasenburg war ein Lehen des Bischofs von Straßburg an die Herren von Lichtenberg. Das älteste erhaltene Zeugnis, dass die Burg zum Lichtenberger Besitz gehört, stammt von 1335. Hier war es dem Amt Wörth zugeordnet, das im 13. Jahrhundert entstanden war. 1378 wurde die Burg an Wilhelm von Born (oder Burne) verpfändet. Damit könnte Wilhelm von Brunn († 1401), der Vater des späteren Würzburger Bischofs Johann II. von Brunn, gemeint sein. Die Burg wurde 1400 durch Johann von Lichtenberg wieder eingelöst. 1407 wurde sie erneut verpfändet und später wieder eingelöst. Als 1480 mit Jakob von Lichtenberg das letzte männliche Mitglied des Hauses verstarb, wurde das Erbe zwischen seinen beiden Nichten, Anna und Elisabeth, geteilt. Anna hatte Graf Philipp IV. von Hanau geheiratet, Elisabeth von Lichtenberg Simon IV. Wecker von Zweibrücken-Bitsch. Das Amt Wörth – und damit auch Wasenburg – kamen bei der Teilung zu Zweibrücken-Bitsch.

### Neuzeit
Im Deutschen Bauernkrieg 1525 wurde die Burg beschädigt und verfiel anschließend allmählich. 1570 kam es zu einem weiteren Erbfall, der das Amt Wörth zur Grafschaft Hanau-Lichtenberg brachte: Graf Jakob von Zweibrücken-Bitsch und sein schon 1540 verstorbener Bruder Simon V. Wecker hinterließen nur jeweils eine Tochter als Erbin. Die Tochter des Grafen Jakob, Margarethe, war mit Philipp V. von Hanau-Lichtenberg verheiratet. Zu dem sich aus dieser Konstellation ergebenden Erbe zählte auch die zweite, nicht bereits durch Hanau-Lichtenberg regierte, Hälfte der ehemaligen Herrschaft Lichtenberg.
1677 wurde die Burg durch die Franzosen endgültig zerstört. Mit der Reunionspolitik Frankreichs unter König Ludwig XIV. kamen das Amt Wörth und damit auch die Wasenburg unter französische Oberhoheit. Nach dem Tod des letzten Hanauer Grafen, Johann Reinhard III., fiel das Erbe – und damit auch die Wasenburg – 1736 an den Sohn seiner einzigen Tochter, Charlotte, den Erbprinzen und späteren Landgrafen Ludwig (IX.) von Hessen-Darmstadt. 1770 besuchte Johann Wolfgang von Goethe die Wasenburg. Eine Inschrift erinnert heute noch an diesen Besuch.

## Anlage
Von der einstigen Burganlage erhielten sich große Teile der Mauern, insbesondere der mächtigen Schildmauer. Sehenswert sind die noch erhaltenen Fenster im ersten Obergeschoss des Palas.